# Yōji Kuramoto
Yōji Kuramoto  (倉元 洋二 Kuramoto Yōji?) es un personaje ficticio perteneciente a la novela Battle Royale. En la película y el manga tiene el mismo nombre. En la película, el papel de Kuramoto fue interpretado por el actor Osamu Ōnishi.

## Características
Masayuki Taguchi, coescritor de la versión manga, explicó su modo de ver a Kuramoto: "La parte pura y virginal de él mismo que prefiere mantener en secreto". Koushun Takami, autor de la novela original, dijo que le encantó cómo Taguchi daba más detalles sobre el pasado de Yoshimi Yahagi. Takami describió la versión manga de la relación de Kuramoto y Yoshimi como "están hechos el uno al otro".

## Antes del juego
Yoji Kuramoto es uno de los estudiantes de la clase de tercer año del instituto Shiroiwa de la ciudad ficticia de Shiroiwa, en la prefectura de Kagawa. Kuramoto en la novela se describe como un chico con unas cejas sexys y un "look latino". Kuramoto empezó a salir con su compañera de clase, Yoshimi Yahagi, después que se encontraran en la calle y la invitara al cine. Kuramoto tuvo cierto recelo de iniciar una relación con Yoshimi porque había oído que era promiscua, pero es una conjetura que él mismo sacó en el juego debido a la presión y a la desconfianza que el mismo juego daba. A pesar de eso, Kuramoto siempre cuidó y protegió a Yoshimi, incluso, en la novela, le dio su tarjeta de fortuna en el festival de Año Nuevo porque su mensaje era más bonito que el de ella. La pareja tuvo su primera relación sexual el 18 de enero. En la novela, Kuramoto siempre besaba a Yoshimi primero en sus labios, después en sus párpados y, por último, en la punta de su nariz.
En el manga, los dos se encontraron después que Mitsuko permitiera que dos hombres abusaran sexualmente de Yoshimi a cambio de dinero, los hombres fueron extremadamente brutos con Yoshimi porque ésta era virgen. Tras recibir su parte del dinero, Yoshimi camina sin rumbo por la calle y decide ir al cine a ver una película, "Los Gatos del Callejón". Mientras veía la película, Yoshimi pensaba en lo que le había pasado hace unos minutos. En una escena dramática, Yoshimi descubre que Kuramoto está sentado a su lado y llora al ver la escena, también él se da cuenta de que Yoshimi está a su lado. Después de reconocerse, Yoshimi bromea con él y Kuramoto le comenta que es un gran admirador de la actriz protagonista. Al acabar la película, cuando salen del cine, Kuramoto admite que la razón por la cual le gusta tanto esa actriz es porque se parece a ella; desde ese día, los dos inician una relación sentimental.

## En el juego
En la novela, el arma designada a Kuramoto es una daga oxidada. En el manga, su arma asignada es un cúter. Mientras que en la película, es una cuerda. Tras salir del colegio caminó sin rumbo hasta encontrarse con Yoshimi. Ella, pensando que él la va a proteger, le da su pistola Colt M1911 sin dudarlo. En la novela y el manga, tras obtener la pistola, Kuramoto le apunta y la amenaza para que se vaya y lo deje solo, diciéndole que nunca la quiso. Yoshimi, convencida de que solo habla así por culpa del miedo a ser asesinado, habla con él y le intenta demostrar que ella lo ama de verdad mostrándose dispuesta a morir para probarlo.
En la película, cuando la clase se despierta en la isla, Kuramoto le susurra algo a Yoshimi y Kitano le tira un trozo de tiza. Esto provoca que Yoshimi se enfrente a Kitano y que éste la empuje diciéndole que "cuando un adulto habla hay que callarse" y ella vuelve a su sitio un poco asustada.

## Destino
En la novela Kuramoto se muestra dispuesto a asesinar a su novia si esta no le obedece y se marcha, pero al oírla decir que no le importa morir si es por su mano, se le ve titubear por un instante, cosa que ella quiere pensar como un signo de que la ama y que sus amenazas no son ciertas, sin embargo, antes de ver si su intención era o no real Mitsuko Souma lo asesina por la espalda con su kama.
En el manga la reconciliación es un poco más larga. Al ver a Yoshimi dispuesta a morir por él, este le dice que él también está enamorado de ella, tira el arma lejos y abraza a Yoshimi diciéndole que nunca podría matarla porque la ama, posteriormente le promete que encontrarán una manera de salir de la isla juntos. Es ahí cuando Mitsuko Souma le dispara a Kuramoto en la sien matándolo con la misma pistola que él acaba de tirar.
Tanto en la novela como en el manga, Mitsuko se excusa diciendo que disparó a Kuramoto para proteger a Yoshimi, pero en realidad su intención era hacer equipo con ella para usarla como escudo humano o sacrificio si eran atacadas y por lo mismo pensaba que la presencia de Kuramoto entorpecería este plan. En el manga, Mitsuko le dice a Yoshimi que chicos como ese puede encontrar en cualquier sitio e incluso mejores que él.
En la película, una vez fuera del colegio de la isla, Yoshimi y Yoji logran reunirse pero no se les ve en cámara; posteriormente Kitano los anuncia como parte de las primeras bajas y se les muestra colgados con la cuerda de Yoji, dando a entender que es un doble suicidio de amantes; sin embargo, cuando Hirono Shimizu enfrenta a Mitsuko, revela que encontró los cuerpos y señala tener la certeza que fue Mitsuko quien los mató, cosa que esta reconoce mientras pelean.